# 인도양 공습
인도양 공습(영어:Indian Ocean raid) 또는 실론 해전이라고 불리우며, 1942년 3월 31일부터 4월 10일까지 일본 제국 해군과 영국 동양함대간 벌인 해전이다. 나구모 주이치 제독이 지휘하는 일본 항공모함들은 영국 실론섬 주변의 연합군 해군 기지들을 타격했지만, 영국 동양 함대의 대부분을 찾아내 파괴하는 데 실패했다. 제임스 서머빌 제독이 지휘하는 동양 함대는 기습 전에 정보기관의 사전 경고를 받고 기지들을 출발했고, 일본을 공격하려던 계획은 전술 정보의 부족으로 좌절됐다.
공격 이후 영국은 인도양에서 일본군의 대규모 공격을 예상했다. 동양 함대의 주요 기지는 동아프리카로 이전했고, 실론은 강화되었지만, 서머빌은 그의 빠른 수송선 함대인 A 부대를 유지했다. "...인도양 해역에서, 오직 소수 병력만으로 그 해역들을 지휘하려는 적의 시도에 대처할 준비가 되어 있다." 그러나, 일본군은 그들의 성공에 대한 단기적인 계획이 없었고, 태평양에서의 작전들이 1년 내에 그것을 불가능하게 만들었다.
실론 해전 패전이후 1944년 말 이전까지 인도양-동남아시아 방면에서 방어전으로만 일관한다. 이로 인해 이후 태평양 전쟁의 연합군 작전과 실행은 사실상 미군이 주도하게 된다.

## 개전직전 상황

### 전략적 상황
실론 섬은 인도양을 지배하고 있었기 때문에 전략적으로 중요했다. 따라서 연합군의 중동으로의 중요한 선적항로인 인도와 페르시아만의 유전에 대한 접근을 통제했다. 실론은 대영제국의 고무 자원의 대부분을 보유하고 있었다. 중요한 항구이자 해군 기지인 트린코말리는 섬의 동쪽 해안에 위치해 있었다. 일본의 선전은 지금 그들의 도착을 기다리고 있는 일부 신할 주민들에게 영향을 미쳤다.
1942년 2월 15일 싱가포르 함락으로 영국의 동쪽 방어선인 벵골만이 무너졌고, 3월 23일 안다만 제도의 일본 점령으로 일본은 안다만 해의 지배권을 갖게 되었다. 나치독일과 영국의 당국은 일본의 실론 점령이 벵골만에 대한 통제를 강화하고 인도, 호주, 그리고 아마도 중동을 방어하기 위한 영국의 재보급을 방해할 것으로 예상했다. 실론은 북아프리카에서 돌아오는 호주 군대에 의해 서둘러 방어되었고, HMS 일러스트리어스급 항공모함 4번함 Indomitable은 실론에 가용 전투기를 정박시키는 등 전력 보강하기 시작했다.
1942년 3월, 인도양으로 대규모 공세를 펼치려는 일본의 의도는 보류되었고, 미국에 대항하기 위해 서태평양에서 강력한 해군력이 필요했고, 일본 제국 육군은 실론 침공을 위한 병력 할당을 거부했다. 이에 대응하여, IJN은 4월 초에 인도양에 대한 공격적인 공습 계획인 Operation-C을 개발했다. Operation-C 작전은 영국 동양 함대를 파괴하고, 버마 전역을 지원하기 위해 벵골만에서 영국군의 통신선을 방해하는 것을 목표로 했다.
영국 정보기관은 일본의 전략을 정확하게 파악했다. 이미 보복준비 중이었던 미국의 둘리틀 공습대에게 통보했고, 그 외에도 주의를 딴 데로 돌렸다.

### 일본군 준비상황

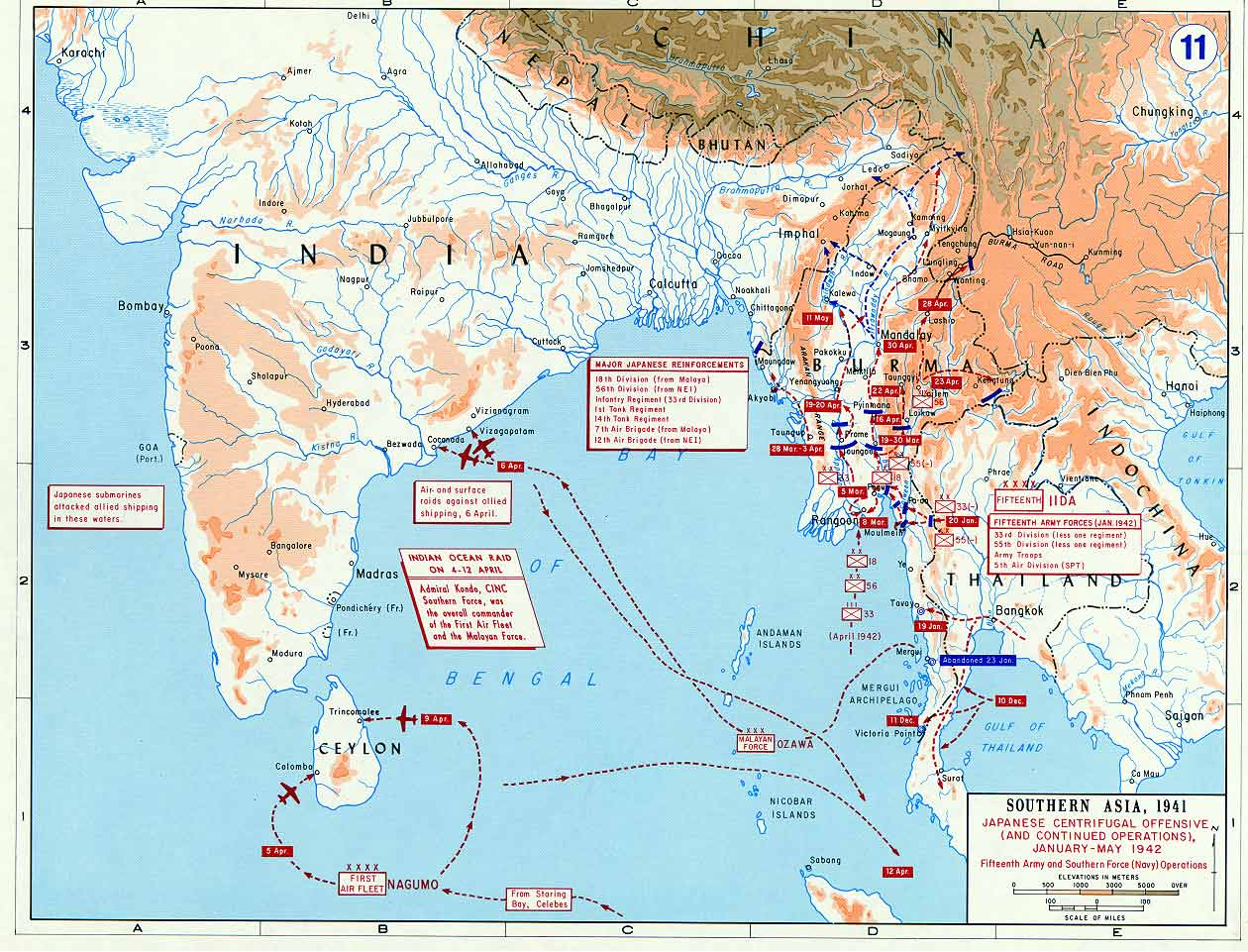
1942년 북인도양과 벵골만에서 일본군의 작전. 지도 하단에 나구모의 병력이 표시되어 있다.

야마모토 이소로쿠 제독은 1942년 3월 9일 제2함대 사령관 곤도 노부타케 제독이 지휘하는 IJN 남방함대 본대에 Operation-C 작전을 진행하라는 명령을 내렸다. 한편 1942년 3월 26일, 술라웨시 섬(현 셀레베즈 섬) 남동부의 스탈링 만에서 출격한 일본해군 제1 항공함대는 옴베이 해협을 통과해 자바 섬의 남동쪽으로부터 인도양에 들어섰다.
나구모 주이치 제독이 지휘하는 일본해군 제1 항공함대는 5개 항모의 핵심전력을 가지고 있었는데, 5개 항모에는 아카기, 쇼카쿠, 즈이카쿠, 소류, 히류가 있었다. 전함 곤고(金剛), 히에이(比叡), 하루나(棒名), 기리시마(霧島), 중순양함 도네(利根), 치쿠마(筑摩)함을 동원했다.
실론의 공군력을 과대평가하면서도 인도양에서 영국 동양 함대의 구성에 대한 일본의 정보는 상당히 정확했다. 3월 19일의 작전 명령은 인도양에서 영국 해군과 공군의 상당 부분이 "실론 지역에 배치되어 있다"고 모호하게 충고했다. 일본군은 콜롬보와 트린코말리에 영국의 기지로 알려진 곳을 벗어나 정찰용 잠수함을 배치해 그 효과가 제한적이었다. 몰디브 제도를 정찰하기 위해 최소 한 척의 잠수함을 파견했지만, 아두 환초에서 T항을 탐지하지 못했다.
또한 IJN은 C작전과 동시에 4월 1일 항모 류조, 순양함 6척, 구축함 4척으로 구성된 말레이 함을 파견하여 벵골만에서 선박을 파괴했다. 말레이 함대은 Operation-C작전에 참여하지 않았다.

### 영국군 준비상황
영국 동양 함대의 강화는 영국 본토와 지중해로부터의 이전, 활동적인 전쟁 지역의 반영, 그리고 영국 해군의 자원에 대한 요구에 달려 있었다. 1941년 12월 말, 일본이 제기한 위협에 대한 재평가를 통해 영국 해군 전력의 대부분을 동양 함대로 이전하는 것을 구상했다. 진주만에서 미국 태평양 함대의 전력이 마비되면서 말레이시아의 주둔한 영국군 전력이 약화되어 일본군 공격에 노출되면서 사태는 급박해졌다.
1942년 3월 제임스 서머빌 경(Sir James Somerville)이 지휘를 맡은 동양 함대는 1941년 12월에 구상된 것보다 작았다. 서머빌은 속도에 따라 함대를 두 그룹으로 나누었다. 더 빠른 고속기동부대 "force A"는 항공모함인 HMS 인도미터블, HMS 포미더블, 현대화된 전함인 HMS 워스파이트, 그리고 현대화된 순양함과 구축함을 포함했다. 더 느린 "force B"는 구형 항공모함 HMS 허미즈와 현대화되지 않은 리벤지급 네 척의 전함 주변에서 형성되었다. 몇몇 잠수함들도 이용할 수 있었다. 그 배들은 전에 한번도 함께 운항한 적이 없었고, 배와 항공 승무원 모두 훈련이 부족했다.

## 전투

### 3월 31일~4월 4일

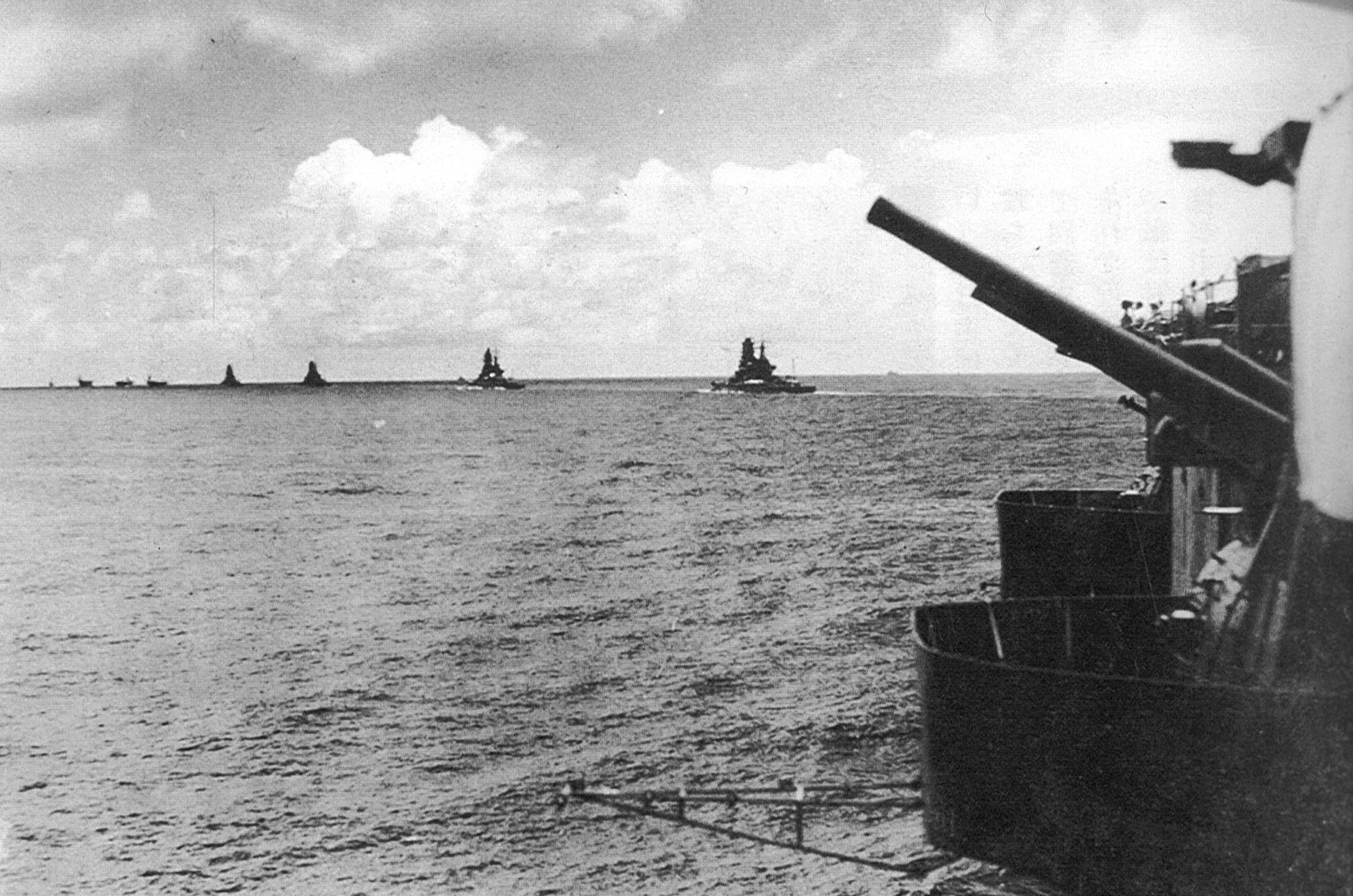
3월 30일, 인도양으로 진격하는 일본해군의 전력. 왼쪽에서 오른쪽으로 보이는 배는 '아카기', '소류', '히류', '히에이', '기리시마', '하루나', '공고'임. 즈이카쿠에서 찍음.

일본해군은 계획대로 3월 26일 스탈링 만에서 항해했다. 서머빌은 4월 1일 공격을 예상하고 3월 30일 항해를 시작했고, 그의 함대를 실론 남쪽 100마일(160km)의 순찰 지역에 배치다. 실론 방공망과 영국군는 일본군이 콜롬보와 트린코말리에 공격을 가하기 위해 접근할 것으로 예상되는 남동부에 집중하면서 경계 태세에 들어갔다.
4월 2일, 영국군은 급유를 위해 실론 남서쪽 600마일(970km)에 있는 포트 T를 향해 퇴각했다. 서머빌은 또한 이전의 작전을 재개하기 위해 다양한 전투함들을 분리했다; 중순양함 HMS 콘월과 HMS 도셋셔는 콜롬보로, 경항공모함 허미즈는 트린코말리로 보내졌다. PBY 카탈리나 순찰이 계속되었지만, 방공망은 중단되었다.
4월 4일 16시경, 레너드 버챌 비행대장이 비행한 캐나다 왕립공군의 413 비행대대 소속 PBY 카탈리나 비행정(AJ155/QL-A)이 실론에서 남동쪽으로 360마일(310 nmi; 580 km) 떨어진 곳에서 나구모의 함대를 발견했다. 카탈리나호는 격추되기 전에 함대의 크기는 커녕 그 모습을 전송했다. 이때, Somerville은 T항에서 급유하고 있었다; "force A"함대은 그 모습을 보고받았을 때 일본 함대을 향해 동쪽으로 항해했다; "force B"함대는 4월 5일까지 준비가 될 수 없었다. 205 비행대 RAF의 카탈리나 FV-R은 일본 함대의 그늘을 가리기 위해 17시 45분에 이륙하여 4월 4일 22시 37분에 첫 보고를 했고, 실론에서 110마일(96 nmi; 180 km) 떨어진 곳에서 마지막 보고를 했다. FV-R은 최종 보고 후 약 90분 후에 격추되었다.

### 4월 5일: 콜롬보 공습
1942년 4월 5일 아침, 일본 정보에 따르면 영국 항공모함이 부재중이었고, 따라서 일본함대의 아침 항공 수색은 제한되었다. 새벽에 일본 항공 정찰기는 남서쪽과 북서쪽으로 날아갔고, 그들은 앞으로 몇 시간 동안 최대 200마일(320km)까지 날아갔다. 08:00에 포스 A에서 출격한 풀머 전투기는 포스 A보다 약 140마일(230km) 앞선 08:55에 남서쪽 수색 지역의 극단적인 가장자리에서 일본 항공기 중 한 대를 발견했다.
06:00 직후 나구모의 함대는 콜롬보에 대한 공습을 위해 91대의 폭격기와 36대의 제로 전투기를 발진시키기 시작했다. 영국의 조기경보는 다가오는 공습을 감지하고 식별하는데 실패했고, 07:45분에 첫 번째 일본 항공기가 그들 위로 나타났을 때 영국 조종사들은 비난을 받아야만 했다. 영국 전투기들에 의한 효과적인 라트말라나 공군기지의 방어하는 대신 항구를 노출시켰다. 무장한 상선 순양함 HMS Hexter, 노르웨이 유조선 Soli, 그리고 오래된 구축함 HMS Tenedos가 침몰했고, 세 척의 다른 배들이 손상되었다. 항구는 손상되었지만 작동을 중단하지 않았다. 이륙한 41대의 영국 전투기 중 20대가 파괴되었다. 적어도 한 대의 전투기가 손상되었고 이륙을 시도하는 동안 비행할 수 없었다. 788 NAS의 6대의 소드피쉬가 전투 중에 도착했고 격추되었다. 반면에 일본은 7대의 항공기를 잃었다.
08시 30분에 나구모는 서쪽-남서쪽으로 항로를 변경하여 자신도 모르게 상대 함대들이 서로를 향해 증기를 뿜어내도록 하였고 09시 45분부터 10시 30분까지 콜롬보 공격을 재개했다.
콜롬보에 대한 공습 규모는 서머빌이 예상했던 2척의 항모 이상을 일본군이 보유하고 있다는 최초의 구체적인 증거였다. 그럼에도 불구하고 그는 18노트의 속도로 계속 적을 향해 증기를 내뿜었다. 레이더를 이용한 전투기 방향은 A군이 미행하는 일본 항공기를 무력화시켜 기습 공격을 피할 수 있게 해주었다.
오전 10시, 토네급 중순양함에서 발진한 정찰기가 남서쪽 지역을 탐색하던 중 영국 중순양함 도싯셔함을 발견하고 추적했고, 정찰기는 적 순양함이 남서쪽으로 향하며 24노트를 만들고 있다고 보고했다. 순양함은 그림자를 보고했지만, 그것을 쫓아낼 수단이 없었다. 나구모는 정찰기 보고 이후 속도를 24노트에서 28노트로 높였다. 항공모함 제5사단의 예비 타격 부대는 대함 어뢰로 재무장하라는 명령을 받았고, 콜롬보에 대한 두 번째 공격을 위한 지상 공격용 폭탄을 대체했다. 재무장은 지연되었고, 대신 항공모함 제2사단이 공격을 수행했고, 소류와 히류는 11시 45분에 급강하 폭격기를 발진하기 시작했다. 13시 44분에 A군 레이더가 도싯셔함에 대한 공습을 감지하여 항공기가 북동쪽으로 34마일(55km) 떨어진 지점에 놓였다. 콘월과 도싯셔는 해저 1400m에 침몰되었고, 결국 424명의 장교와 승무원이 사망했다.

### 트린코말리 공습
4월 8일, 동양 함대는 물러났고 일본 함대는 동쪽에서 트린코말리에 접근하고 있었다. 4월 8일 15시 17분에 일본 함대는 영국 공군 카탈리나에 의해 탐지되었다. 그날 밤 트린코말리의 항구는 통관되었다. HMAS 뱀파이어의 호위를 받으며 허미즈는 해안을 따라 남쪽으로 보내졌다.
4월 9일 아침 일본 항공 정찰은 영국 항공기들이 더 이상 발견되지 않았기 때문에 4월 5일로 제한되었다.
132대의 일본 공격대은 4월 9일 07:06에 AMES 272의 레이더에 의해 91마일(146km) 범위에서 탐지되었다. 17대의 호커 허리케인과 6대의 풀머로 이루어진 방어 전투기들은 제 시간에 이륙하여 허리케인의 1개 대대가 세 대의 제로를 공격하고 두 대를 격추했을 때 첫 번째 전투 사망자를 냈다. 차이나 만 공군 기지와 항구는 심하게 폭격을 당했다. 전투함 HMS 에레버스는 손상을 입었다. 항공유와 탄약을 운반하는 상선 SS사가잉은 유폭되어 침몰했다. 여덟 대의 허리케인과 풀머가 사라졌지만 쓸만한 전투기는 이미 출격해서 피해는 적었다. 일본은 네 대의 항공기를 잃었다.
7시 16분, 413 비행대대 RCAF의 또 다른 카탈리나가 일본 함대를 발견했지만 보고 도중 격추당했다.

### 블렌하임의 일본 항모 공격
10시 25분경, 11개 비행대대 RAF에서 영국 전투기의 호위받지 못한 9대의 브리스톨 블렌하임 폭격기가 나구모의 군대를 공격했다. 그들은 전투 항공순찰대에 의해 인바운드로 감지되지 않았다. 히류는 항공기를 발견했지만 다른 배들에게 경고를 전달하는 데 실패했다. 그 결과, 공격은 완전한 놀라움을 달성했다. 폭격기들은 아카기에 11,000 피트 (3,353 미터)에서 투하했다; 폭탄들은 명중 없이 목표물에 가까이 떨어졌다. 네 대의 폭격기들이 항공모함 상공에서 (그 중 두 대는 하라다 가나메의 주장) CAP A6M2 제로센에 의해 격추되었고, 다른 한 대는 허미즈 공습을 마치고 돌아오는 일본 항공기에 의해 격추되었다. 이것은 일본 항공모함이 합동 공습에 직면한 첫 번째였다.

### 허미즈 격침
트린코말리가 공격을 받았을 때 경항공모함 허미즈와 구축함 HMS 뱀파이어는 65마일(105km) 떨어진 곳에 있었다. 09시 00분에 그들은 항로를 번복했다. 트린코말리 공격이 끝난 직후 하루나에서 온 항공기 한 대가 이 배들을 발견했다. 일본 항공모함에 예비대로 있던 80대의 99식 함상폭격기가 10시 35분에 공격을 시작했다. 둘 다 정오가 되기 전에 바티칼로아 근처에 침몰했다. 허미즈는 500파운드(230kg) 폭탄 40개를 맞고 307명과 함께 바다 속으로 빠졌다. 구축함 뱀파이어는 8명과 함께 바다 속에 빠졌다. 근처에 있던 병원선 비타는 600명을 구조했다.
일본의 공격은 인근의 배들로 확대되었다. HMS 홀리호크는 소류에서 날아온 항공기에 격침되어 53명과 함께 침몰했다. 또한 해군 보조함 애설스톤, 유조선 영국 하사, 화물선 노르비켄도 침몰했다.
경항모 허미즈가 침몰한 뒤에야 영국 풀머 전투기가 도착했다. 풀머 두 대와 발스 네 대는 격추됐다.
나구모는 허미즈에 대한 격침을 확인한 후에 작전을 취소했다.

## 해전 결과

### 영국의 반응
영국은 그들의 위치를 불안정한 것으로 해석했다. 실론과 동양 함대는 인도양을 통한 통신선을 보호해야 했다. 영국은 일본이 계속해서 이 선들을 위협할 것이라고 예상했다. SIGINT는 일본이 인도양을 가로질러 의도적인 진격을 준비하고 있다고 제안했다. 그 기습은 영국 공군이 너무 약해서 실론과 해군 기지를 방어할 수 없다는 것과 해군이 일본 항공모함 부대를 만날 준비가 부족하다는 것을 보여주었다.
영국 동양 함대는 동부 인도양을 일시적으로 일본에게 넘겨주고, 동양 함대를 동아프리카의 케냐의 킬린디니로 주요 기지를 이전했고, 그곳에서 더 나은 조건으로 중앙 인도양의 통제권을 계속해서 다투었다. 항모 Indomitable와 항모 Formidable을 포함한 "force A"은 봄베이로 퇴각했고, 서머빌 경은 그 후 6개월 동안 정기적으로 빠른 항모 전력을 중앙 인도양에 배치했고, 그 기간 동안 거의 절반을 실론에서 또는 그 근처에서 작전을 폈다. 4월 18일, 영국 해군 계획은 동양 함대에 강화의 최우선 순위를 부여했고, 9월에 대부분의 항모를 실론으로 복귀할 계획이었다.

### 일본의 반응
일본군은 적에게 치명적인 피해를 입혔다. 그들은 항구 시설을 손상시켰고, 1척의 항공모함과 2척의 순양함을 침몰시켰으며, 3분의 1의 적 지상 전투기와 거의 모든 적 지상 공격기를 파괴했다. 게다가, 별개의 일본 말레이 함대에 의한 것들을 포함하여, 총 112,312톤에 달하는 23척의 상선이 침몰시켰다. 그 대가로, 일본은 단지 18대의 항공기만 잃었고, 약 31대의 피해를 더 입었다. 반대로, 그들은 영국 동양 함대의 주력를 파괴하거나 심지어 위치를 찾는데 실패했다.
또한 이 실론해전은 미드웨이 해전의 전초전이라고 불리는 해전이였다. 당시 미숙했던 초계,탐색작전, 전투중 벌어진 무장교환 등, 이는 후에 일어날 미드웨이 해전 당시의 일본 해군의 문제점과 매우 유사하다.